# Le Pêcheur d'hommes (recueil)
Le Pêcheur d'hommes (Ловец человеков) est un recueil de nouvelles de l'auteur russe Ievgueni Zamiatine, paru en 1921.
C'est dans ce recueil que figure notamment la nouvelle Le Lion, qui conte la rencontre entre un homme et une soldate, au temps des manifestations.

## Liste des nouvelles
- Le Pêcheur d'hommes
- Le Lion